# Škoda Popular
La Škoda Popular représente une petite voiture familiale qui fut produite en Tchécoslovaquie par Škoda de 1933 à 1946. Elle se distinguait alors comme l'option la plus économique proposée par l'entreprise à cette époque.

## Concept

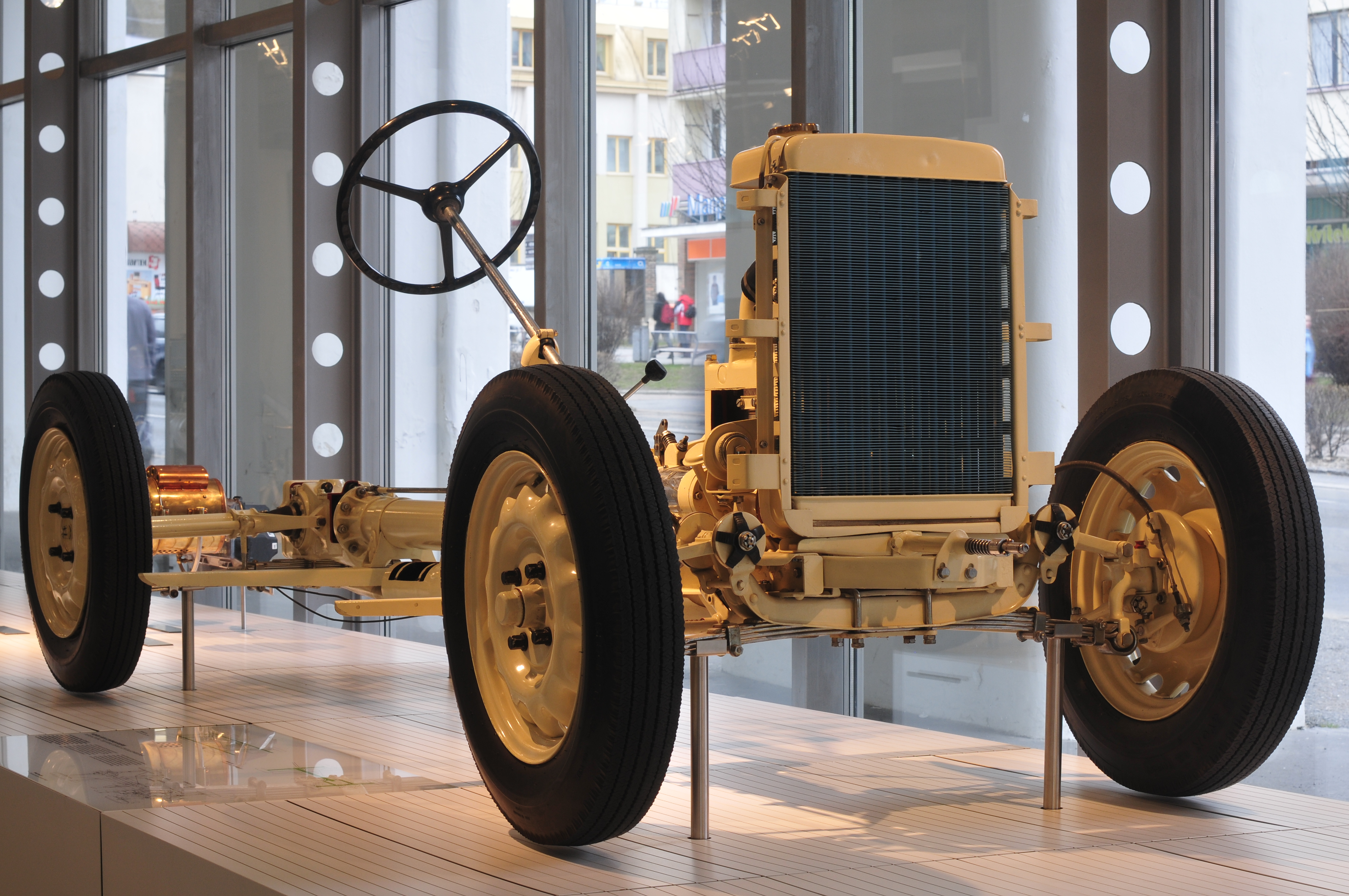
Châssis Škoda populaire

Dans les années 1930, Škoda a lancé une nouvelle ligne de voitures notablement différente de ses précédents modèles. Sous la supervision de l'ingénieur en chef Vladimír Matouš, un nouveau design de châssis a été développé, caractérisé par un tube central et une suspension indépendante sur l'ensemble du périmètre. Ce concept dérivait de celui introduit par Hans Ledwinka pour les Tatra. La première application de ce concept a eu lieu sur le modèle Škoda 420 Standard en 1933. L'objectif principal était de résoudre les problèmes de rigidité en torsion associés aux cadres traditionnels en échelle. 
La nouvelle conception du châssis devint la référence pour les modèles Popular (de 845 à 1 089 cm³), Rapid (de 1 165 à 1 766 cm³), Favorit (de 1 802 à 2 091 cm³) et Superb (de 2 492 à 3 991 cm³). En 1933, Škoda détenait une part de marché de 14 % dans l'industrie automobile tchécoslovaque, se positionnant ainsi en troisième place derrière Praga et Tatra. Grâce à sa nouvelle gamme, Škoda devint leader du marché en 1936, atteignant une part de 39 % en 1938. 

## Historique du modèle
La première voiture de la série fut la Škoda 420 Standard, introduite en 1933. Il s'agissait d'une berline à deux portes, caractérisée par un empattement de 2 430 mm et propulsée par un moteur quatre cylindres à soupapes latérales de 995 cm³ développant 15 kW. Un total de 421 unités furent produites.

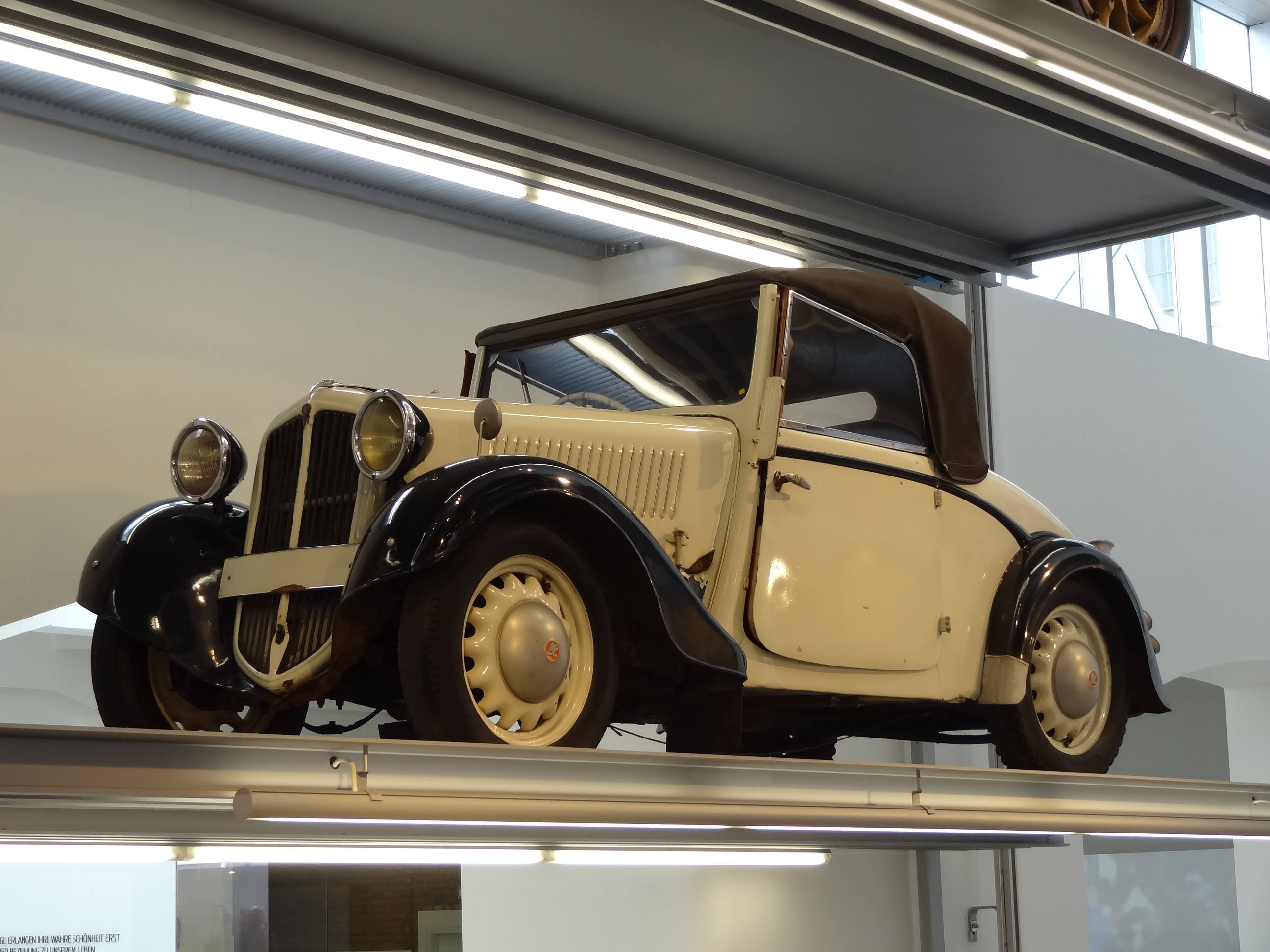
Škoda 418 Popular Cabriolet deux places

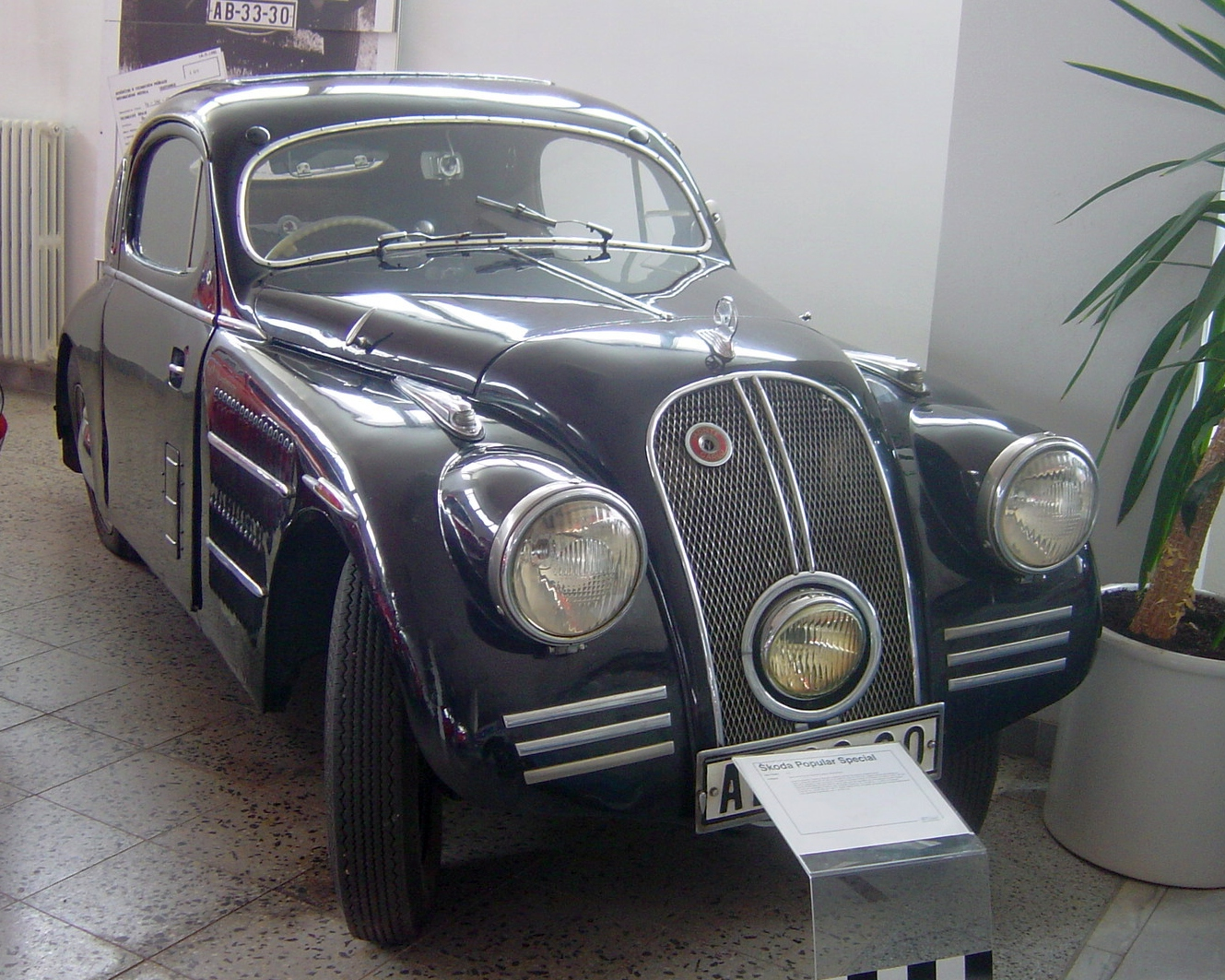
Škoda 420 Sport spécial populaire

En 1934, Škoda introduisit la 418 Popular, une version réduite de son modèle, caractérisée par un châssis plus court et un moteur de cylindrée inférieure, développant seulement 902 cm3 et produisant 13 kW. Cette gamme incluait une berline deux portes, un cabriolet quatre places, un roadster cabriolet deux places, ainsi qu'un fourgon commercial capable de transporter jusqu'à 300 kg de charge utile.
En 1934, une équipe composée de sept Tchécoslovaques, comprenant le Dr Zbislav Peters, le baron Jan Nádherný z Borutína et le pilote de course Zdeněk Pohl, entreprit un voyage à bord de quatre cabriolets Škoda Popular de la Tchécoslovaquie vers l'Inde. Leur périple débuta à Prague le 12 mai, s'étendant sur 14 900 km à travers la Turquie, la Syrie, l'Afghanistan et l'Inde, pour finalement atteindre Calcutta le 10 septembre. 
La production du modèle 418 a cessé en 1934 après la fabrication de seulement 200 exemplaires. Škoda a ultérieurement utilisé le nom "Populaire" pour désigner les versions suivantes du modèle 420, équipées d'un moteur de 995 cm³. En 1935, la carrosserie de la 420 Populaire a été revue, avec un allongement de l'empattement de 2 300 mm à 2 430 mm, ce qui correspondait à la norme originale du modèle 418. Les modifications notables comprenaient une inclinaison accrue de la calandre pour conférer à la voiture une esthétique plus épurée.
Škoda a maintenu une offre diversifiée incluant une berline à deux portes, un cabriolet à quatre places, un roadster cabriolet à deux places ainsi que des versions utilitaires commerciales. La gamme a été élargie avec l'introduction d'une berline à quatre portes équipée de portes suicides. 
Entre 1934 et 1937, Škoda a produit un total de 4 200 exemplaires du modèle 420 Popular, parmi lesquels figuraient 330 cabriolets à deux portes spécialement conçus pour l'armée tchécoslovaque, fabriqués durant la période 1936-1937.
En 1934, Škoda introduisit la Popular Special Sport, un modèle biplace fermé caractérisé par un moteur standard de 995 cm³, dont la puissance avait été augmentée à 19 kW. Cette voiture se distinguait par une carrosserie revue et profilée, dotée d'une calandre incurvée et d'un arrière effilé et élégant. À partir de 1936, elle fut rebaptisée simplement Popular Special. 
En janvier 1936, Zdeněk Pohl et Jaroslav Hausman ont participé au Rallye de Monte-Carlo au volant d'une Škoda Popular, obtenant la deuxième place dans la catégorie des véhicules de 1 500 cm³. Inspiré par cet événement, Škoda a introduit le modèle Škoda Popular Monte Carlo, équipé d'un moteur de 1 386 cm³ développant 23 kW, des freins ATE-Lockheed, et bénéficiant d'un châssis plus large avec un empattement réduit à 2 300 mm. Ce modèle était disponible en versions fermées telles que le Roadster, le Roadster de Luxe et le Coupé Sport. Notamment, le cabriolet à deux portes de ce modèle fut possédé par le roi Pierre II de Yougoslavie.

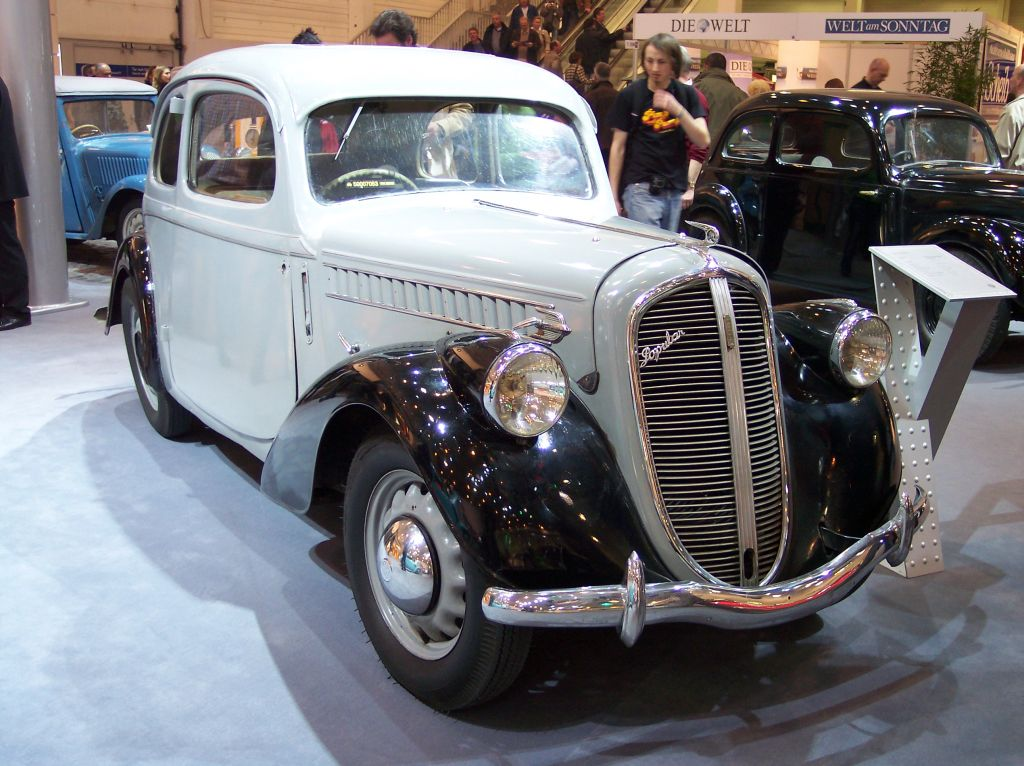
Škoda Popular OHV

En 1937, Škoda a introduit les soupapes en tête sur le moteur de 995 cm³ pour créer le modèle populaire OHV. Ce moteur développait une puissance de 20 kW et permettait d'atteindre une vitesse de pointe de 100 km/h, tout en conservant l'économie caractéristique des moteurs à soupapes latérales. L'empattement a été légèrement augmenté à 2 440 mm. La production du Škoda Popular OHV s'est poursuivie jusqu'en 1938, avec un total de 5 500 exemplaires fabriqués.
En 1938, Škoda a étendu la cylindrée du moteur OHV à 1 089 cm3, augmentant ainsi sa puissance à 22 kW. Le modèle Popular 1100 OHV était doté de freins hydrauliques. Les variantes disponibles comprenaient une berline deux portes quatre places, un cabriolet deux portes quatre places, un roadster cabriolet deux places, un fourgon commercial et une ambulance. La production s'est prolongée jusqu'en 1946, avec un total de 6 600 unités fabriquées.

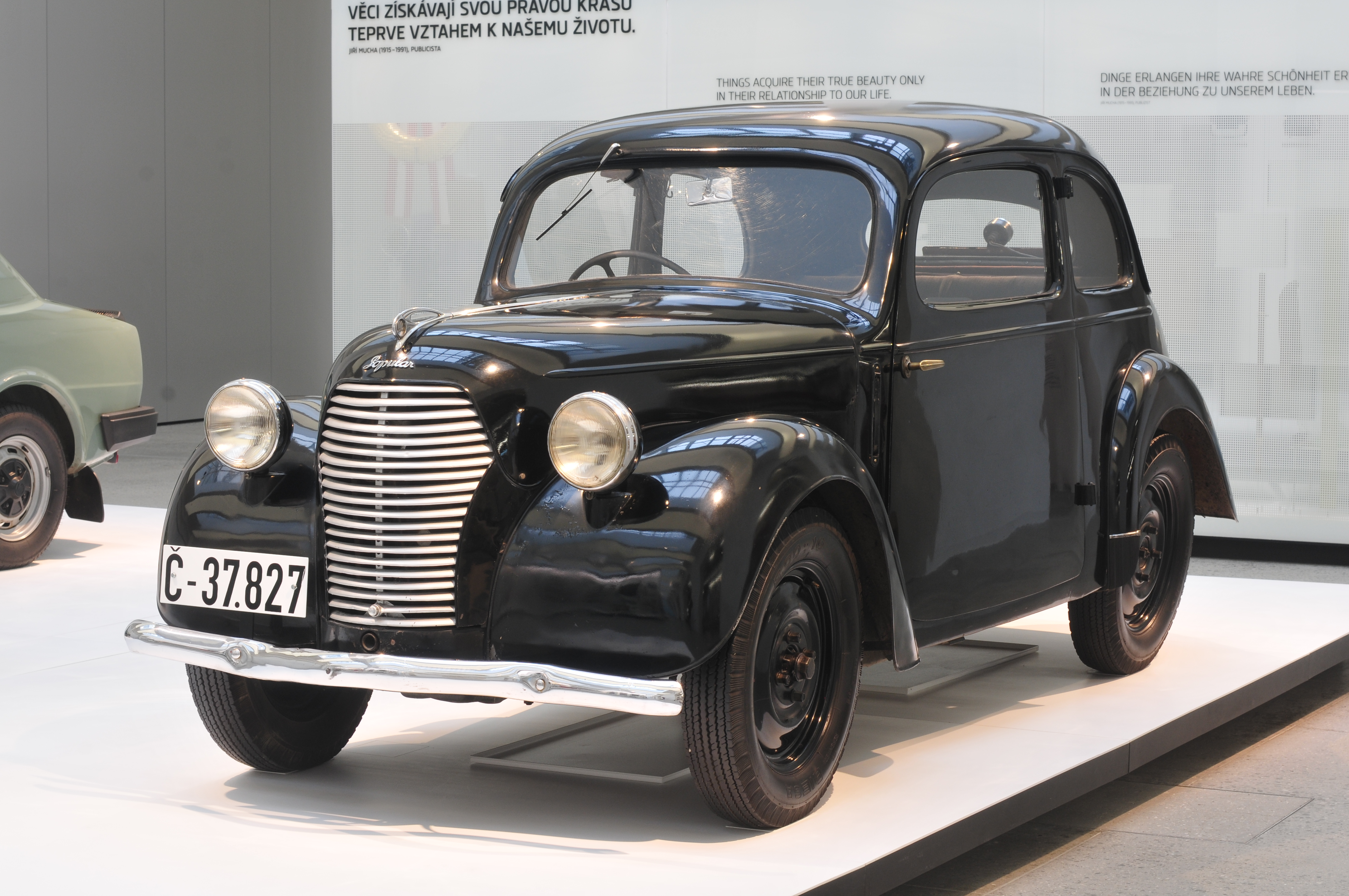
Škoda Popular 995 "Liduška"

En 1939, Škoda a procédé à une révision de la carrosserie du modèle de 995 cm³, le renommant Popular 995 « Liduška ». La calandre a été redessinée avec des lignes à la fois plus courbées et plus droites. Ce modèle était disponible en plusieurs variantes, incluant une berline à deux portes, un fourgon commercial et une ambulance. Sa production a perduré jusqu'en 1946, totalisant la fabrication de 1 500 exemplaires.
En l'an 1940, Škoda a adapté le modèle de 1 089 cm3 avec la carrosserie de la 995 "Liduška", augmentant sa puissance à 24 kW, et l'a désigné sous le nom de Popular 1101. Cette version incluait un cabriolet à deux portes destiné à l'armée royale hongroise. La production s'est poursuivie jusqu'en 1944, durant laquelle 1 019 exemplaires ont été fabriqués au total.
Après la Seconde Guerre mondiale, Škoda a revisité la conception de la carrosserie de la Popular 1101 afin de développer son modèle successeur, connu sous la dénomination Škoda 1101/1102 « Tudor ».

## Notes et références

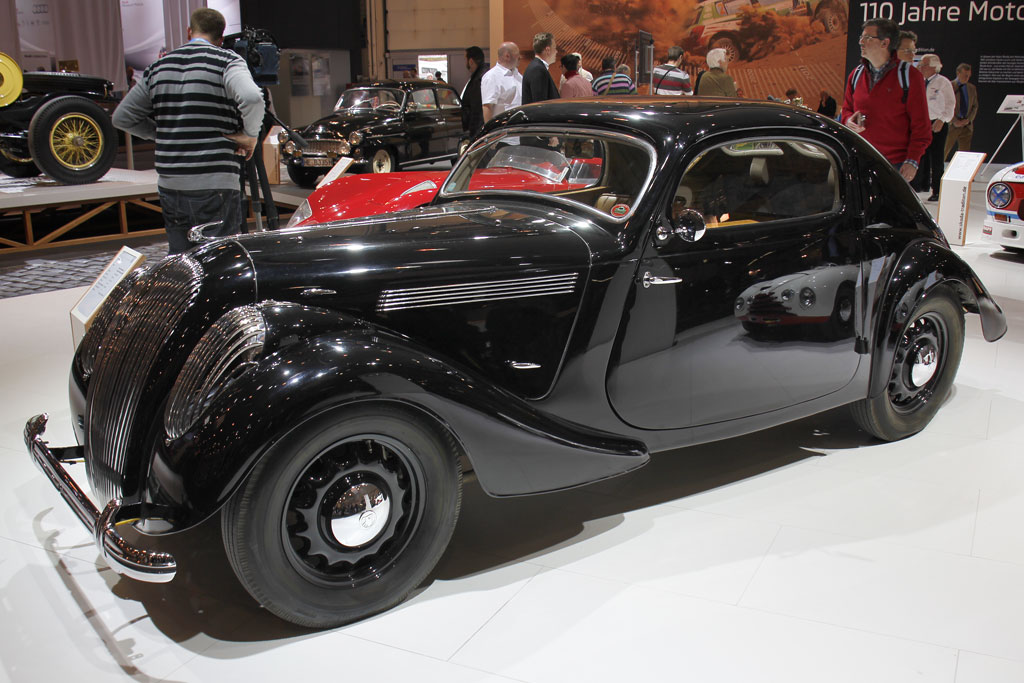
Škoda Popular Sport Monte-Carlo

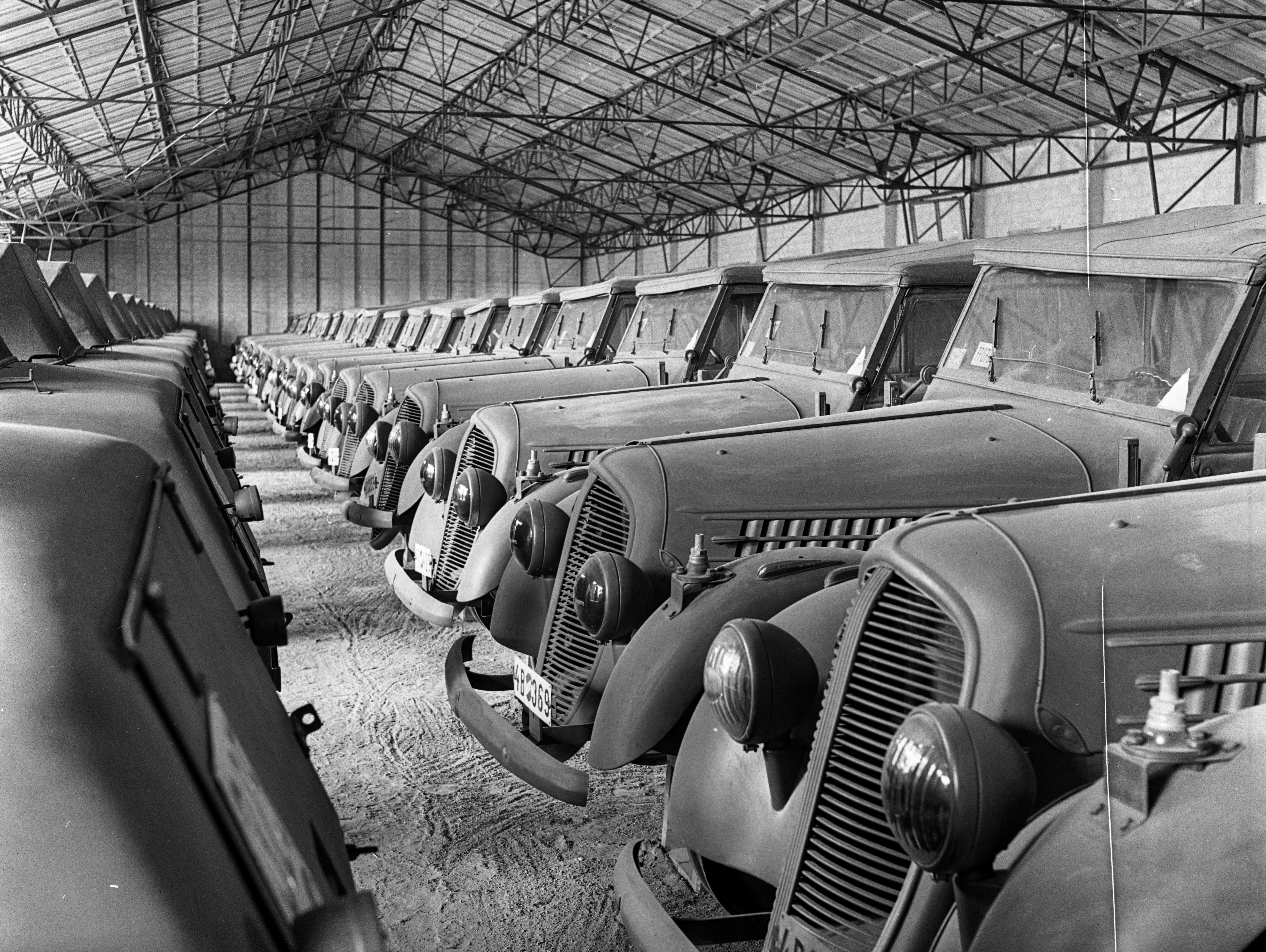
Škoda Popular 1101 cabriolets deux portes de l'Armée royale hongroise

## Sources
- (cs) Mario Cedrych et Lukáš Nachtmann, Škoda: auta známá i neznámá, Prague, Grada Publishing, 2007, 63–70 p. (ISBN 978-80-247-1719-7)
- (cs) Jan Králík, V soukolí okřídleného šípu, Prague, Grada Publishing, 2008, 19–22 p. (ISBN 978-80-271-0177-1, lire en ligne)
- (cs) Jan Tuček, Auta první republiky 1918–1938, Prague, Grada Publishing, 2017 (ISBN 978-80-271-0466-6)